# Primorski (Primorsko-Akhtarsk)
Primorski - Приморский (rus) és un possiólok que pertany a la ciutat de Primorsko-Akhtarsk (krai de Krasnodar, Rússia). Es troba a l'oest de la desembocadura del riu Beissug a la mar d'Azov. És a 11 km a l'est de Primorsko-Akhtarsk i a 124 km al nord de Krasnodar.